# Manuel Adrianza
Manuel Adrianza (siglo XX, Urumaco, estado Falcón) fue un médico cardiólogo y cirujano de tórax y político venezolano, pionero de la lucha en contra del tabaquismo en su país.

## Vida
En 1989 fue designado para ocupar el cargo de ministro de Sanidad y Asistencia Social, uno de cuatro ministros de Sanidad durante el segundo periodo presidencial de Carlos Andrés Pérez que enfrentaron graves problemas en la deteriorada salud pública a nivel nacional.

## Publicaciones
- El laboratorio cardiopulmonar: El Algodonal (Venezuela), 1971
- Discursos histórico-bibliográficos del Presidente de la Sociedad, 1974
- Enfermedades crónicas no trasmisibles, 1987
- Enfermedades crónicas del adulto, 1991
- Urumaco autónomo, 1995
- Urumaco en los 450 años de Coro, 1977
- Cal y canto: historia de mi hermano mayor, 2000
- El Tabaco como problema de Salud Pública,